# TSG Rohrbach
Die TSG Rohrbach (offiziell: Turn- und Sportgemeinde Rohrbach 1889 e. V. Heidelberg-Rohrbach) ist ein Sportverein aus Heidelberg. In den 1940er und 50er Jahren spielte der Verein im Fußball in der 1. Amateurliga Baden, der damals höchsten Amateurspielklasse. Mit ca. 3700 Mitgliedern ist die TSG der größte Sportverein in Heidelberg. Neben dem Leistungs- und Breitensport betreibt die TSG eine eigene Kindersportschule (bestehend aus zwei Bewegungskrippen und einem Sportkindergarten), sowie ein Vereins-Fitnessstudio im Heidelberger Stadtteil Rohrbach.

## Geschichte
Die TSG Rohrbach wurde im Jahr 1934 durch den Zusammenschluss des Turnvereins TV Rohrbach (Gründung 1889) und dem Fußballverein FG Rohrbach (Gründung 1919) gegründet. Im Jahr 1938 trat der zweite Turnverein aus dem Heidelberger Stadtteil Rohrbach der TSG bei: der TB Rohrbach. Dieser schied jedoch im Jahr 1950 wieder aus der Sportgemeinschaft aus und gründete sich als Verein neu.
In den 90er-Jahren wurden drei weitere Vereine bzw. Sportclubs in die TSG integriert:
- 1995 – Beitritt des Hockeyclubs
- 1997 – Beitritt der Softballmannschaft der Heidelberger Hedgehogs
- 1998 – Beitritt des Heidelberger Fecht-Clubs.

Im Jahr 1989 feierte die TSG Rohrbach ihr Jubiläum „100 Jahre Turnen und Sport in Rohrbach“, das auf das Gründungsjahr des Stammvereins TV Rohrbach zurückgeht.

## Erfolge
Die erste Fußballmannschaft der TSG Rohrbach spielte von 1946 bis 1953 sowie in der Spielzeit 1955/56 in der 1. Amateurliga Baden, der damals höchsten Amateurspielklasse. Die Herren spielten die letzten Jahre nur auf Kreisebene. 2012 spaltete sich ein Teil der Fußballabteilung als FG Rohrbach 2012 ab. Nach einer längeren Abwesenheit der Herren startete die TSG zur Saison 23/24 wieder mit einer 1. Herren-Mannschaft in der BFV Kreisklasse HD Ost. Er nimmt aber noch bei den Frauen, Junioren und Juniorinnen im Spielbetrieb mit. Die Frauen spielten die letzten Jahre am erfolgreichsten. Seit 2004 findet man sie in der Verbandsliga oder höher. 2011 stiegen sie als Vizemeister in die Oberliga-Baden-Württemberg auf und hielten sich dort bis 2013.

## Trainingsgelände und Einrichtungen
Das Trainingsgelände der TSG Rohrbach befindet sich in Rohrbach (Heidelberg) im Erlenweg. Im Vereinsheim der TSG, das 1999 gegründet wurde, befindet sich eine vereinseigene Gaststätte, sowie zwei Kegelbahnen. An das Vereinsgelände angegliedert ist ein Fußballfeld, samt Tartanbahn. Seit 1976 teilt sich die TSG zudem mit der Internationalen Gesamtschule Heidelberg eine Sporthalle. In den Jahren 1979–1980 kam es zu Umbauten am Vereinsheim und zur Errichtung von vier Tennisplätzen. 1997 wurde das Vereinsgelände um drei Beachvolleyballplätze ergänzt. In den Folgejahren kamen weitere Sportplätze hinzu, unter anderem ein Baseballfeld und eine Boule-Anlage.
Neben dem Vereinsheim hat die TSG Rohrbach in der Heidelberger Altstadt Räumlichkeiten für die Fechter angemietet. 2004 wurde eine Lagerhalle im Stadtteil Rohrbach zudem zu einem vereinseigenen Sportzentrum für Fitness und Gesundheit umgebaut. Hier ist seither auch die Geschäftsstelle der TSG untergebracht.

## Vereinsstruktur
Die TSG Rohrbach gliedert sich in den Breitensport sowie den Leistungs- und Wettkampfsport. Zum e. V. gehören folgende Sportabteilungen:
- Turnen/ Gymnastik,
- Badminton,
- Baseball/ Softball,
- Beachvolleyball,
- Boule,
- Cricket,
- Fechten,
- Fußball,
- Hockey,
- Kampfkunst,
- Leichtathletik,
- Padel,
- Tennis,
- Tischtennis,
- Volleyball/ Beachvolleyball.

## Besonderheiten

### Bewegungskrippe und Sportkindergarten
Im Jahr 2007 eröffnete die TSG Rohrbach die erste Bewegungskrippe in Deutschland und einen Sportkindergarten. Als allgemeines Ziel dieser Sporteinrichtungen nennt die TSG „das spielerische Hinführen und die daraus resultierende Motivation zum Heranwachsen mit Bewegung und Sport“.
2009 erhielt die TSG Rohrbach für die Bewegungskrippe den kleinen „Stern des Sports“ in Bronze vom Land Baden-Württemberg.